# بلاعم الأنسجة الدهنية
تضم البلاعم في الأنسجة الدهنية (تختصر: ATMs) الخلايا البالعة الموجودة في الأنسجة الدهنية. تتكون الأنسجة الدهنية بصرف النظر عن الخلايا الدهنية من الأوعية الدموية السدوية (SVF) وجزء من الخلايا بما في ذلك الخلايا الدهنية والخلايا الليفية والخلايا البطانية الوعائية ومجموعة متنوعة من الخلايا المناعية. وتتكون الأخيرة من الخلايا البدينة والحمضات والخلايا البائية والخلايا التائية والبلاعم. يختلف عدد البلاعم داخل الأنسجة الدهنية تبعًا لحالة التمثيل الغذائي. كما اكتشفها رودولف ليبل وأنتوني فيرانتي وآخرون في عام 2003 في جامعة كولومبيا، تراوحت النسبة المئوية للخلايا البلعمية داخل الأنسجة الدهنية من 10% في الفئران الخالية من الدهون والبشر أيضًا حتى 50% في الفئران شديدة السمنة، والتي تعاني من نقص اللبتين وتصل إلى 40% في البشر الذين يعانون من السمنة المفرطة. يرتبط عدد متزايد من عدد البلاعم في الأنسجة الدهنية بزيادة إنتاج الأنسجة الدهنية للجزيئات المسببة للالتهابات، وبالتالي قد يساهم في العواقب الفيزيولوجية المرضية للسمنة (مثل مقاومة الأنسولين، ومرض السكري من النوع 2).

## استقطاب الخلايا البالعة M1 / M2
البلاعم هي خلايا متكيفة بشكل ملحوظ والتي من أجل التكيف مع بيئات الأنسجة الدقيقة المختلفة يمكن أن تتحمل مجموعة من الأنماط الظاهرية المختلفة. وفقًا لذلك، يمكن أن تظهر البلاعم إما أنماطًا ظاهرية مساعدة أو مضادة للالتهابات وتصنف بشكل روتيني إلى النمط الظاهري M1 (المنشط كلاسيكيًا) والنمط الظاهري M2 (النشط بدلًا من ذلك). وفقًا لهذا التصنيف، تكتسب البلاعم النمط الظاهري M1 بعد التحفيز في المختبر باستخدام جاما الإنترفيرون (IFN-γ) بمفرده أو بالاشتراك مع روابط TLR (مثل عديدات السكاريد الدهنية (LPS)) بينما تكتسب البلاعم النمط الظاهري M2 بعد التعرض في المختبر لـ IL-4 وIL -13. تفرز البلاعم M1 مستويات عالية من السيتوكينات المسببة للالتهابات (مثل عامل نخر الورم (TNF-α) و IL-6 و IL-1β) وتولد الأكسجين التفاعلي وأنواع النيتروجين مثل أكسيد النيتريك عن طريق تنشيط سينثيز أكسيد النيتريك المستحث (iNOS). على العكس من ذلك، تعمل خلايا البلعمة M2 على تنشيط أرجيناز (1 (Arg1 الذي يمنع نشاط iNOS وبالتالي يمنع إنتاج أكسيد النيتريك. كما أنها تفرز السيتوكينات المضادة للالتهابات (مثل IL-10 وTGF-β وIL-4) الضرورية لحل الاستجابة الالتهابية. خلايا البلعمة M1 مبيدة للجراثيم والأورام، وتحفز الاستجابة المناعية التكيفية. ترتبط خلايا البلعمة M2 بوظائف استتبابية ومضادة للالتهابات ومرتبطة أيضًا بالتئام الجروح. ومع ذلك، في نظام التصنيف هذا، تعد خلايا البلعمة M1 وM2 نوعين ظاهريين متطرفين. على سبيل المثال، تعرف خلايا البلعمة التي تحفز باستخدام IL-4 وIL-13 على أنها M2a، بينما تحفز خلايا البلعمة باستخدام LPS وخلايا الاحتضار الخلوي مثل M2b وخلايا البلعمة التي تحفز باستخدام IL-10، ما يؤدي إلى تحويل عامل النمو( β (TGF-β أو الغلوكوكورتيكويد إلى M2c. في الأنسجة الدهنية، يمكن رصد التمييز بين استقطاب البلاعم M1 وM2 من خلال تقييم التعبير عن العلامات المحددة. تميزت البلاعم التي تعرض النمط الظاهري M1 بالتعبير عن F4 / 80 وCD11c وiNOS بينما تميزت البلاعم التي تعرض النمط الظاهري M2 بالتعبير عن F4 / 80 وCD301 وArg1. لخص استقطاب البلاعم في الأنسجة الدهنية في مقالة مراجعة حديثة لأباري وآخرون.